# Uroobovella rackei
Uroobovella rackei es una especie de arácnido del orden Mesostigmata de la familia Urodinychidae.

## Distribución geográfica
Se encuentra en Países Bajos.